# Gymnura australis
Gymnura australis là một loài cá đuối trong họ Gymnuridae.